# Jahan-e Ketab
Jahān-e Ketāb (Perzisch: جهان کتاب) is een literatuurkritisch maandblad en platform in Iran.

## Achtergrond
Jahan-e Ketab werd in 1995 in Teheran opgericht en is geschreven in de taal Farsi. Het maandblad is ook gericht op andere landen in de regio. Het blad publiceert literatuurkritische artikelen.
In 2001 werd Jahan-e Ketab onderscheiden met een Prins Claus Prijs.